# ستريو
ستريو أو ستيرو أو ستيروح هي مدينة يمنية ساحلية صغيرة في جنوب سقطرى اليمن.
ومن وديانها وادي ستريو.